# Светская львица
Све́тская льви́ца (англ. socialite) — женщина, принадлежащая к аристократии и имеющая успех и влияние в высшем обществе. Светские львицы, как правило, проводят значительное количество времени, посещая различные модные светские мероприятия.
Также используется понятие великосветская львица, подчеркивающее принадлежность дамы к высшему свету, как и  дама полусвета — к более низким, богемным, кругам.
По отношению к мужчинам применяется термин «светский лев».

## Происхождение понятия
Согласно «Нью-Йоркскому социальному дневнику», Брайтон Хэдден ввёл термин «socialite» («светская львица/лев») в 1928 году. Термин означал жителей Нью-Йорка, которые удовлетворяли двум критериям: богатый и колоритный. Любой, кто ведёт экстравагантный, сказочный[уточнить] образ жизни — квалифицирован. 
При этом, их[чьи?] фамилии никогда бы не появились в знаменитом списке «старой гвардии» «Астор 400» на рубеже веков, который в то время был списком «Кто есть кто» в нью-йоркском обществе. 
В 1982 году по аналогии был опубликован список «Форбс 400».

## Соединенное Королевство

### XVII—XIX века
Исторически сложилось так, что светские львицы в Соединенном Королевстве происходили почти исключительно из семей аристократии и джентри. Многие светские львицы также имели прочные семейные или личные отношения с британской королевской семьей, как например семья принцессы Дианы до её замужества с принцем Чарльзом.
Концепция светских львиц восходит к XVIII и XIX векам. Большинство первых светских львиц были женами или любовницами членов королевской семьи или знати, но быть светской львицей было скорее обязанностью и средством выживания, чем формой удовольствия. Застенчивым королевам часто приходилось изображать любезную и богатую хозяйку для людей, которые их презирали. Любовницы должны были платить за свою социальную репутацию и использовать свои социальные навыки, чтобы добиться расположения при дворе, а также сохранить интерес своих любовников.
В период с XVII и до начала XIX веков общественные мероприятия в Лондоне и в загородных особняках и дворцах английской знати были в центре внимания прессы, активно следившей за светской хроникой того времени. Известные примеры британских светских львиц включают маркизу Лондондерри, Дейзи фон Плесс, леди Диану Купер, Мэри Констанс Уиндем, леди Урсулу д’Або, Маргарет Гревилл и сестер Митфорд.

### Современное состояние
С 1960-х годов ряды светских львиц пополнились представителями из более широких слоев общества. Таким образом, английская модель стала более похожей на американскую. Многие светские львицы того периода происходили из семей, занимающихся бизнесом, или из мира знаменитостей. Несмотря на это, понятие «Слоун рейнджер» (англ. Sloane Ranger) по-прежнему подчеркивает связи многих светских львиц с правящим классом Великобритании. Королевский боро Кенсингтон и Челси многие считают в настоящее время домом светской жизни в Великобритании.
О жизни британского высшего и светского общества повествуется в популярном британском телесериале «Аббатство Даунтон», а также в одноимённых фильмах: «Аббатство Даунтон» и «Аббатство Даунтон: Новая эра».
Телевизионное шоу «Сделано в Челси» исследует образ жизни молодых светских людей, живущих в Лондоне в XXI веке.

## Соединенные Штаты Америки

### XVIII—XX века
Члены американского истеблишмента и высшего общества, основанного на происхождении, воспитании, образовании и экономическом положении, первоначально были перечислены в «Социальном реестре», справочнике имен и адресов «предпочтительных социальных контактов» выдающихся семей в XIX веке. В 1886 году Луис Келлер начал консолидировать эти списки и упаковывать их для продажи.
С увеличением богатства в Америке в XIX веке, понятие «светская львица» превратилось в роль, которая принесла власть и влияние.
Известные примеры американских светских львиц включают Кэролайн Астор, Жаклин Кеннеди, Альву Белмонт, Мадлен Астор, Аву Уиллинг, Брук Астор и маркизу Кэтлин Кавендиш.
Термин «светская львица» впервые появилось на английском языке в выпуске журнала Time за 1928 год.

### Современное состояние
В XXI веке термин «светская львица» по-прежнему ассоциируется с богатой и социально признанной женщиной.
Границы между светской львицей и знаменитостью, ведущей бурный образ жизни на вечеринках, стали размытыми из-за влияния как популярной культуры, так и средств массовой информации, особенно когда статус знаменитости во многом обусловлен этим образом жизни.
Примером светской львицы XXI века является Пэрис Хилтон, чья знаменитость основана только на её личном образе, родственных связях и способности привлекать внимание средств массовой информации. Хилтон — правнучка Конрада Хилтона, основателя Hilton Hotels & Resorts. Из-за своего возмутительного образа жизни Хилтон была провозглашена СМИ «ведущей девушкой Нью-Йорка» в 2001 году.
Американский телесериал «Сплетница», выходивший в эфир с сентября 2007 по декабрь 2012 года, посвящен жизни светских львиц Нью-Йорка, живущих в Верхнем Ист-Сайде Манхэттена. Шоу оказало сильное влияние на отношение к светским львицам в наше время, подчёркивая в каждом эпизоде влияние богатства, веяний моды и скандалов. Поп-культура создает впечатление, что человек имеет возможность стать знаменитым просто будучи богатым и модным. Следовательно, именно способность индивида подниматься по социальной лестнице благодаря своему богатству и признанию делает его светским человеком.
По данным «Нью-Йорк Таймс», светские львицы тратят от 98 до 455 тыс. долларов в год, чтобы сохранить свою роль успешных светских львиц. Один лишь только вечерний гардероб женщин, регулярно посещающих светские мероприятия, может обходится до 100 тыс. долларов в год. 

Примеры американских светских львиц включают: Ким Кардашьян, Джилл Келли, Тинсли Мортимер, Оливию Палермо, Лорен Санто-Доминго, Пэрис Хилтон, и Джин Шафирофф.

## СССР и Россия
В советское время Галина Брежнева, дочь советского лидера и генерального секретаря ЦК КПСС Леонида Брежнева, была известна своим активным участием в различных светских мероприятиях с участием партийной элиты и артистов, бурной личной жизнью, развязным поведением и пристрастием к алкоголю, благодаря чему заслужила в обществе неофициальные титулы «Светская львица» и «Кремлёвская принцесса».
В постсоветской России наиболее известной светской львицей является дочь бывшего мэра Санкт-Петербурга Анатолия Собчака Ксения Собчак. Благодаря своему присутствию и активному участию в различных публичных и светских мероприятиях она впоследствии сделала успешную карьеру телеведущей, актрисы и политика.